# Cronologia di Bologna
La seguente voce è un elenco cronologico dei principali fatti storici accaduti a Bologna.

## Età Antica

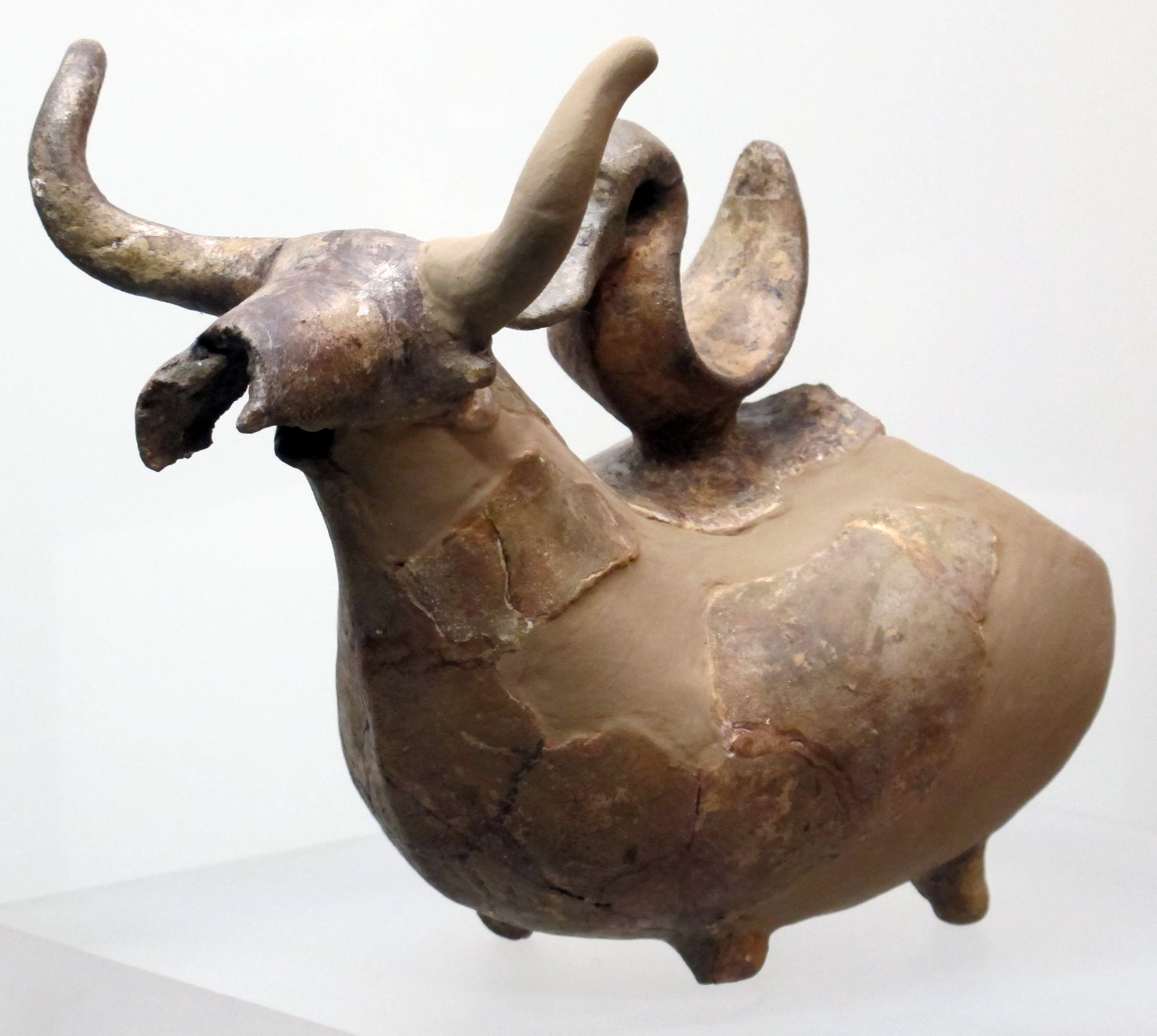
Askos dal sepolcreto Guglielmini, tomba 5, Villanoviano III, 725-680 a.C.

- IX secolo a.C. - Si sviluppa la civiltà villanoviana
- VI secolo a.C. - Sorge il primo nucleo della città di Felsina ad opera degli Etruschi
- 340 a.C. - I Galli Boi devastano Felsina e vi si insediano
- 196 a.C. - I Romani sconfiggono i Boi. Inizio della dominazione romana nella Pianura Padana
- 189 a.C. - Il Senato di Roma istituisce la colonia latina di Bononia
- 187 a.C. - Completamento della Via Emilia che attraversando Bononia va da Placentia ad Ariminum
- I secolo a.C. - Costruzione dell'acquedotto romano
- 90 a.C. - Bononia diventa Municipum
- 44 a.C. - Ottaviano, Marco Antonio e Marco Emilio Lepido danno vita al Secondo triumvirato in un'isoletta sul fiume Reno
- 53 - Bononia viene quasi completamente distrutta da un incendio. L'imperatore Nerone si impegna per la sua ricostruzione.
- 304 - Probabile data del martirio dei santi Vitale e Agricola
- 313 - Attorno a questa data è attivo Zama come primo vescovo della città
- 387 - Ambrogio Vescovo di Milano cita Bologna assieme alle altre città della Via Emilia come "cadaveri di città semidistrutte"
- 392 - Visita a Bologna del Vescovo di Milano Ambrogio. È intorno a questa data la collocazione delle quattro croci ai confini della città
- 408 - Alarico Re dei Visigoti prova a saccheggiare Bologna ma fallisce
- 410-452 - Scorrerie degli Unni di Attila
- 431 - Insediamento di San Petronio alla cattedra vescovile

## Medioevo

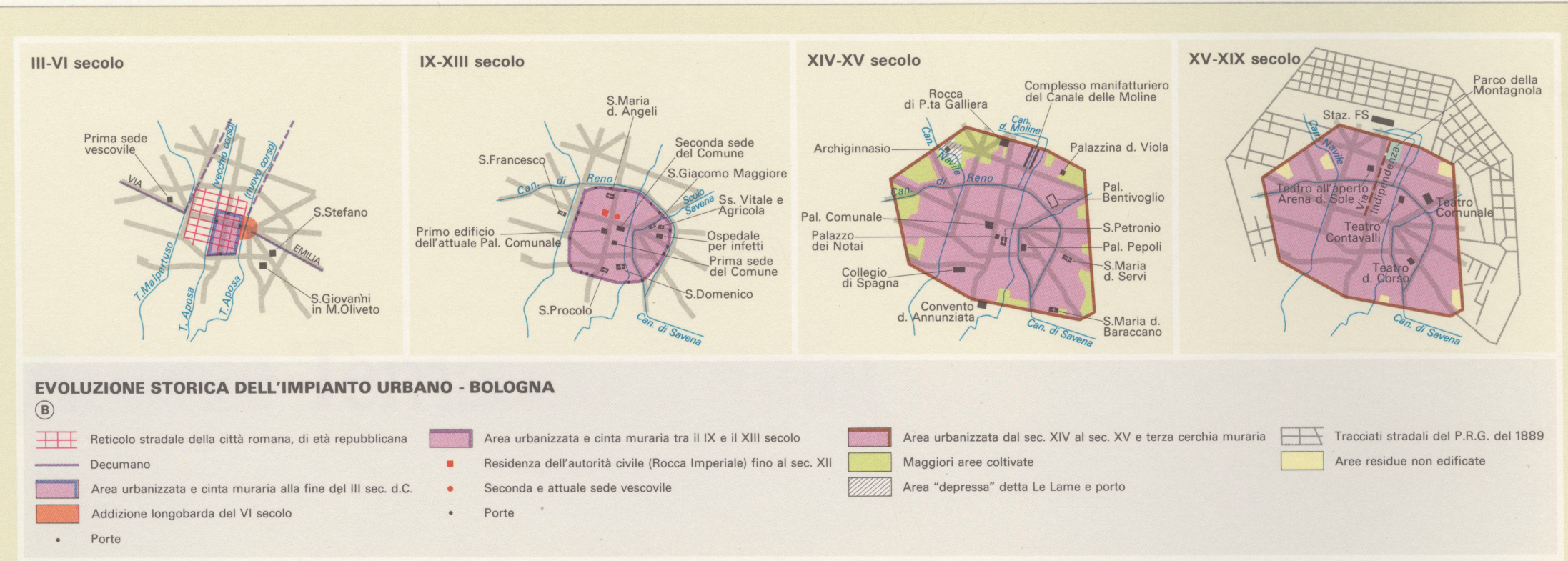
Evoluzione urbanistica della città di Bologna

### Alto Medioevo
- 493 - Bologna è sotto il dominio degli Ostrogoti di Teodorico. la Diocesi di Bologna passa dalla dipendenza della sede di Milano a quella di Ravenna
- 542 - Epidemia di Peste (la cosiddetta Peste di Giustiniano)
- 568 - I Longobardi invadono l'Italia e si fermano al Panaro: Bologna diventa città di frontiera
- 727 - Liutprando Re dei Longobardi conquista la città
- 774 - Carlo Magno sconfigge i Longobardi e consegna Bologna allo Stato Pontificio
- 898 - Bologna viene inclusa nel Regno italico
- 902 - Pesante incursione degli Ungari che devastano il Complesso di Santo Stefano
- 905 - Diploma di Re Berengario con cui concede al Vescovo alcuni diritti tra i quali un porto sul Reno e libertà di navigazione
- 922 - Prima nomina documentaria di un Conte (Angelbertus) per la città e il contado

### Basso Medioevo

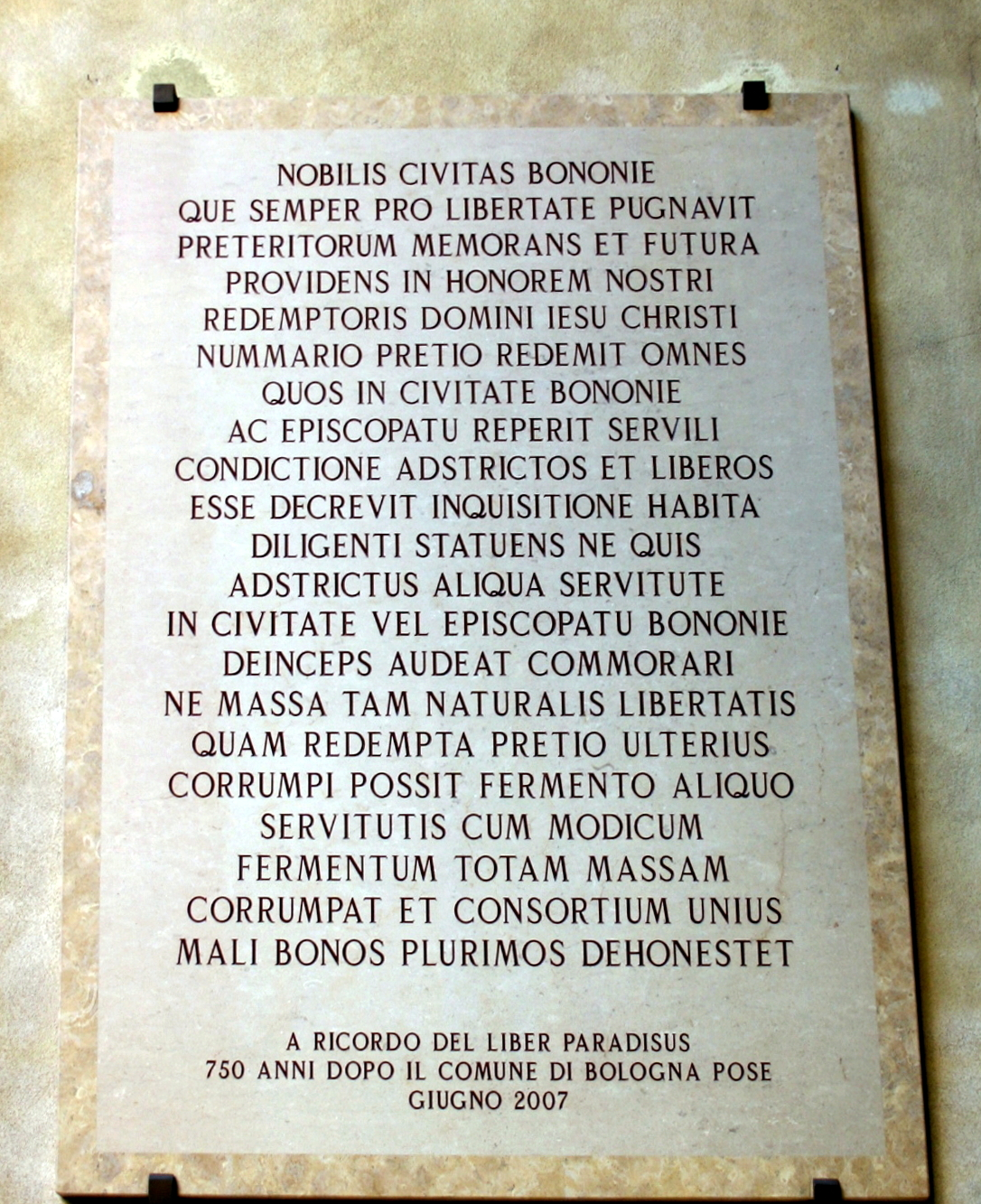
Lapide posta in memoria dei 750 anni del Liber Paradisus

- XII secolo - Viene costruita la seconda cerchia di mura dei Torresotti
- 1088 - Data tradizionale di fondazione dell'Università di Bologna
- 1109 - Viene terminata la Torre degli Asinelli
- 1110 - Matilde di Canossa viene nominata vicario imperiale per l'Italia dall'Imperatore Enrico V. Giurisdizione matildica su Bologna
- 1115 - Alla notizia della morte di Matilde, i bolognesi insorgono distruggendo la rocca imperiale
- 1116 - L'Imperatore Enrico V rilascia un diploma alla città con cui concede alcuni privilegi come atto di perdono verso la sommossa dell'anno prima. Data tradizionale di fondazione del Comune di Bologna
- 1141 - Un incendio distrugge la Cattedrale. San Petronio diventa patrono cittadino dopo che vengono rinvenute le sue spoglie in Santo Stefano
- 1158 - Alla Dieta di Roncaglia partecipano quattro giuristi bolognesi. Federico Barbarossa promulga la Authentica Habita a favore degli scolari dello Studium
- 1167 - Bologna entra nella Lega Lombarda
- 1176 - Inizia la costruzione del Canale di Savena
- 1191 - L'Imperatore Enrico VI concede a Bologna il privilegio di battere moneta: il Bolognino
- 1199 - Viene fondato il primo borgo franco, Castel San Pietro
- 1200 - Viene aperta Piazza Maggiore e si inizia a costruire il Palazzo del Podestà per ospitare gli uffici comunali
- 1208 - Accordo tra il comune e la società dei Ramisani per la costruzione del Canale di Reno
- 1218 - Il comune acquista un terreno a nord della città come piazza per il mercato, l'attuale Piazza VIII Agosto
- 1226 - Si inizia a costruire la terza cerchia di mura
- 1228 - Rivolta antimagnatizia guidata da Giuseppe Toschi e riforma delle istituzioni comunali
- 1249 - Le truppe bolognesi sconfiggono a Fossalta i ghibellini comandati da Enzo di Svevia, figlio dell'Imperatore Federico II. Enzo sarà condotto prigioniero a Bologna
- 1257 - Il comune promulga la legge chiamata Liber Paradisus con la quale vengono liberati 5855 servi, riscattandoli dai loro proprietari
- 1271 - La flotta bolognese sconfigge quella veneziana sul Po di Primaro
- 1273 - Il comune esce sconfitto dalla guerra contro Venezia e deve ridimensionare le sue ambizioni territoriali sulla Romagna
- 1274 - Scoppia una guerra civile tra Guelfi e Ghibellini, capeggiati rispettivamente dalle famiglie dei Geremei e dei Lambertazzi. Vincono i guelfi e le famiglie ghibelline sono costrette all'esilio
- 1278 - Papa Niccolò III ottiene il riconoscimento della sovranità pontificia su Bologna e la Romagna dall'Imperatore Rodolfo I d'Asburgo
- 1279 - Breve pace imposta dal Papa tra guelfi e i ghibellini rientrati in città. Questi ultimi sono costretti a lasciare la città nuovamente
- 1284 - Culmine della legislazione antimagnatizia con gli Ordinamenti sacratissimi. Il comune è guidato dai guelfi, il cui capo è Rolandino de' Passaggeri
- 1288 - Bologna ha circa 60.000 abitanti. Nuovi statuti comunali in materia urbanistica, in specialmodo riguardante i portici
- 1293 - Inizia, nel sito in cui sorgeva l'abitazione del giurista Accursio, la costruzione del Palazzo della Biada primo nucleo del futuro Palazzo Comunale

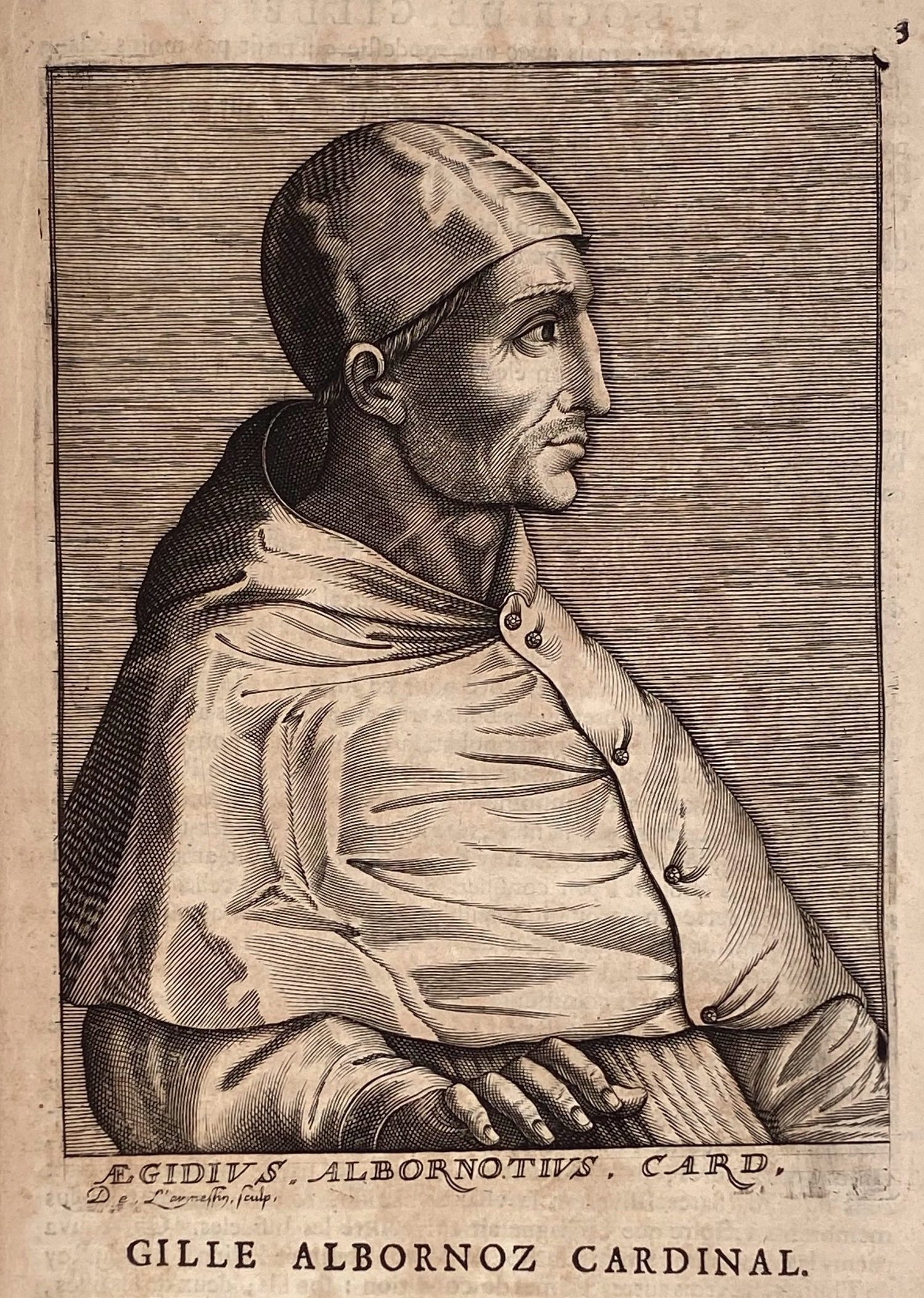
Il cardinal legato Egidio Albornoz

- 1306 - Il Cardinale Napoleone Orsini, inviato a Bologna per riportare la pace, viene cacciato dalla città in seguito ad un tumulto
- 1321 - Romeo Pepoli, che negli anni precedenti aveva acquisito molto potere in città, viene cacciato dalla folla inferocita per via del suo comportamento spregiudicato
- 1325 - L'esercito bolognese viene sconfitto dai modenesi filoimperiali nella battaglia di Zappolino
- 1327 - Arriva in città il cardinale legato Bertrando del Poggetto che man mano diventerà signore della città
- 1334 - Viene distrutto in una rivolta il Castello di Galliera innalzato solamente due anni prima. Fuga di Bertrando del Poggetto
- 1337 - Taddeo Pepoli viene eletto signore di Bologna
- 1338 - Papa Benedetto XII scaglia l'interdetto contro Bologna a seguito di un contrasto politico con Taddeo Pepoli. Verrà definitivamente sollevato nel 1340
- 1348 - La peste nera causa migliaia di decessi. Si stima che morirono circa 17.000 abitanti, un terzo della popolazione
- 1350 - Giacomo e Giovanni Pepoli, figli di Taddeo, vendono la città ai Visconti Signori di Milano
- 1355 - Giovanni da Oleggio governatore della città per conto dei Visconti, si autoproclama signore di Bologna
- 1360 - Il cardinale legato Egidio Albornoz entra in città trovando un accordo con Giovanni da Oleggio. Ritorno del dominio pontificio
- 1361 - I bolognesi sconfiggono le truppe viscontee nella Battaglia di San Ruffillo, che erano intenzionate a riprendersi la città
- 1364 - Come da disposizioni testamentarie dell'Albornoz, viene fondato il Collegio di Spagna
- 1376 - Una rivolta senza spargimenti di sangue scaccia il cardinal legato dalla città. Viene instaurato un nuovo regime comunale, la Signoria del Popolo e delle Arti
- 1377 - Con un accordo tra la Santa Sede e Bologna il giurista Giovanni da Legnano viene riconosciuto come vicario pontificio
- 1390 - Inizia la costruzione della basilica di San Petronio su volontà del popolo e del comune
- 1391 - Terminano i lavori del nuovo Palazzo della Mercanzia sede del Tribunale Mercantile

### Rinascimento

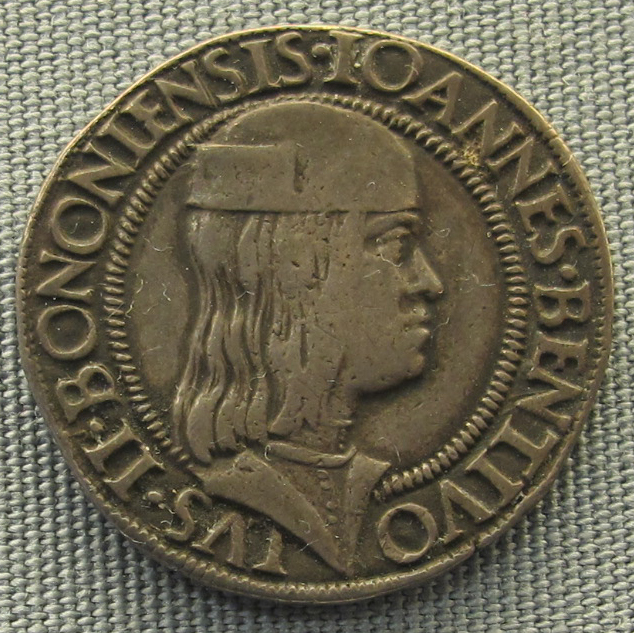
Giovanni II Bentivoglio

- 1401 - Giovanni Bentivoglio diventa Signore di Bologna
- 1402 - Nella Battaglia di Casalecchio i Visconti sconfiggono le truppe bentivogliesche e conquistano la città
- 1403 - Bologna torna sotto dominio papale tramite il cardinale Baldassarre Cossa
- 1433 - Al fine di scongiurare una carestia, viene organizzata dal Colle della Guardia una processione per trasportare l'immagine della Madonna di San Luca in città
- 1438 - Bologna si consegna alle truppe milanesi guidate da Niccolò Piccinino
- 1443 - Nella Battaglia di San Giorgio di Piano Annibale Bentivoglio sconfigge i milanesi e ritorna in città
- 1445 - I Canetoli, famiglia avversaria dei Bentivoglio, uccidono Annibale in un agguato ma sono costretti a fuggire
- 1446 - Il governo della città viene affidato a Sante Bentivoglio
- 1460 - Iniziano i lavori per il Palazzo Bentivoglio su Strada San Donato
- 1462 - Sante muore e la signoria passa di mano a Giovanni II Bentivoglio
- 1484 - Aristotele Fioravanti rinnova in stile rinascimentale la facciata di Palazzo del Podestà

Mappa del terromoto di Bologna del 3 gennaio 1505

- 1488 - Giovanni II Bentivoglio scampa alla Congiura dei Malvezzi
- 1494 - Viene costruito il nuovo porto presso Porta Galliera
- 1498 - Il 14 luglio in piazza San Domenico l'Inquisizione fa bruciare sul rogo Gentile Budrioli, consigliera di Ginevra Sforza, accusata di stregoneria
- 1501 - Numerosi esponenti della famiglia Marescotti, sospettati di una congiura in accordo con Cesare Borgia, vengono massacrati per ordine di Giovanni II Bentivoglio, su consiglio della moglie Ginevra
- 1504 - Bologna, come il resto d'Italia, è investita da una carestia
- 1505 - Un forte terremoto colpisce la città, danneggiando molti edifici. La torre di palazzo Bentivoglio deve essere mozzata
- 1506 - I Bentivoglio sono costretti a scappare da Bologna mentre Papa Giulio II entra in città
- 1507 - Il palazzo dei Bentivoglio viene saccheggiato e distrutto

## Età Moderna

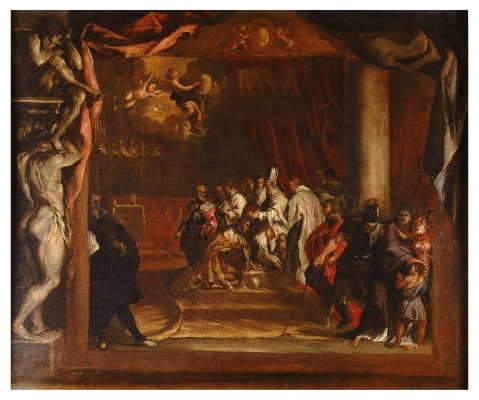
L'incoronazione di Carlo V in San Petronio, bozzetto per l'affresco di Sala Farnese nel Palazzo d'Accursio

- 1511 - Seppur brevemente Annibale II Bentivoglio riesce a tornare in città e riprendere il potere. L'anno seguente le truppe papali restaurano il dominio pontificio
- 1527 - Si diffonde un'epidemia di peste, che provoca più di dodicimila decessi
- 1530 - Carlo V viene incoronato imperatore da Clemente VII nella basilica di San Petronio
- 1547 - I lavori del Concilio di Trento vengono trasferiti a Bologna fino al 1549
- 1563 - Viene costruito l'Archiginnasio di Bologna per ospitare l'Università
- 1566 - Per volontà del vicelegato Cesi il Giambologna crea la Fontana del Nettuno
- 1568 - Terminano i lavori del Palazzo dei Banchi per opera del Vignola
- 1572 - Viene eletto papa il bolognese Ugo Boncompagni col nome di Gregorio XIII. Nel 1582 eleverà la cattedra vescovile di Bologna ad Arcidiocesi
- 1582 - I Carracci aprono una delle prime Accademie di Belle Arti: l'Accademia degli Incamminati
- 1592 - Grave crisi economica
- 1630 - L'epidemia di peste falcidia un quarto della popolazione (circa 15.000 abitanti)
- 1653 - Marcello Malpighi si laurea in medicina presso l'Università di Bologna
- 1674 - Iniziano i lavori del Portico di San Luca
- 1677 - Le politiche annonarie cittadine portano allo scoppio di rivolte e tumulti
- 1711 - Papa Clemente XI riconosce l'Accademia di belle arti che da lui prenderà il nome di Clementina
- 1714 - Viene fondato l'Istituto delle Scienze ad opera di Luigi Ferdinando Marsili
- 1732 - Laura Bassi è la seconda donna a laurearsi in Italia
- 1740 - Festeggiamenti per l'elezione al soglio pontificio del cardinale bolognese Prospero Lambertini
- 1763 - Inaugurazione del Teatro Comunale
- 1765 - Si inaugura il nuovo Santuario della Madonna di San Luca nelle attuali forme barocche

## Età Contemporanea

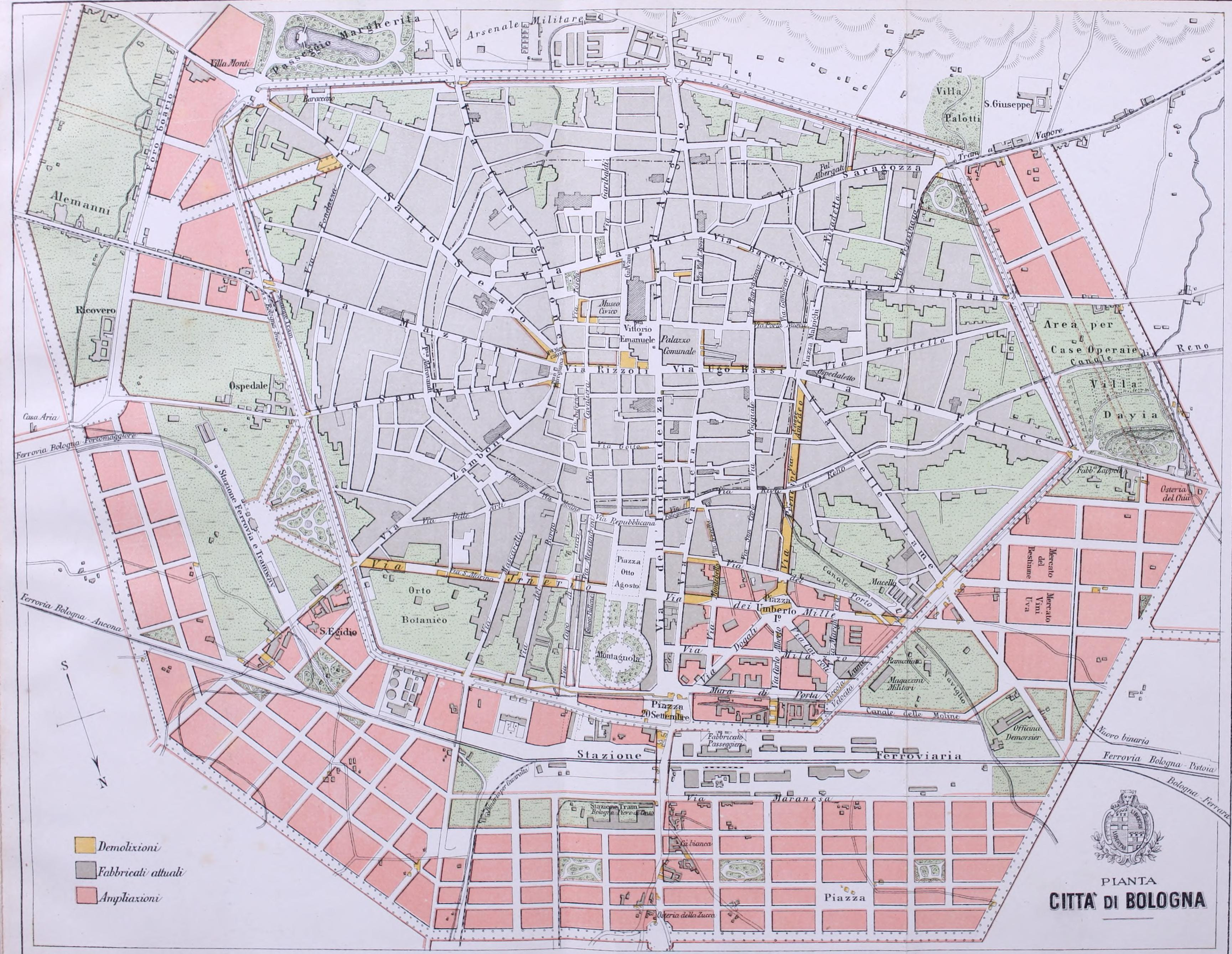
Mappa di Bologna secondo le previsioni del piano regolatore del 1889

- 1794 - Luigi Zamboni e Giovanni Battista De Rolandis guidano una tentata insurrezione poi fallita, ispirandosi agli ideali della Rivoluzione francese
- 1796 - Le truppe francesi di Napoleone Bonaparte entrano in città
- 1797 - Nasce la Repubblica Cispadana con capitale Bologna. A luglio viene inglobata nella Repubblica Cisalpina
- 1799 - Le truppe della Prima coalizione conquistano Bologna e viene occupata dagli austriaci
- 1800 - Dopo la vittoria a Marengo i francesi ritornano in città
- 1804 - Viene istituito il Liceo Musicale, oggi Conservatorio Giovanni Battista Martini
- 1810 - Viene aperta l'Arena del Sole nell'ex-convento di S. Maria Maddalena chiuso dopo le soppressioni napoleoniche
- 1814 - L'esercito austriaco e napoletano occupa la città
- 1815 - Col Congresso di Vienna Bologna e le legazioni ritornano allo Stato Pontificio
- 1831 - Scoppia una sommossa in città e poi in tutto lo Stato Pontificio. Si costituiscono le Province Unite Italiane che hanno vita breve, la rivolta viene repressa dagli austriaci
- 1844 - Vengono istituite le Scuole Tecniche Bolognesi, embrione dell'Istituto Tecnico Aldini Valeriani sorto nel 1878
- 1846 - Celebrazioni per l'elezione di Papa Pio IX
- 1848 - Le truppe austriache che occupano la città sono cacciate a furor di popolo nella Battaglia della Montagnola
- 1849 - Gli austriaci assediano Bologna e la riconquistano. Vengono fucilati Ugo Bassi e Giovanni Livraghi
- 1855 - Un'epidemia di colera causa 4000 morti in pochi mesi
- 1859 - Terminano i lavori della Ferrovia Bologna-Piacenza. Dopo la Battaglia di Magenta le truppe austriache e il legato papale lasciano definitivamente la città
- 1860 - Coi plebisciti viene decretata l'annessione di Bologna ai domini sabaudi. Dall'anno precedente era governata da Luigi Carlo Farini come Dittatore dell'Emilia
- 1865 - Viene completata Piazza Cavour
- 1870 - Fallita insurrezione anarchica organizzata da Andrea Costa
- 1871 - Viene rinnovata la Stazione di Bologna Centrale
- 1872 - Si svolge in città il Congresso delle sezioni romagnole dell'Internazionale Socialista
- 1877 - Terminano i lavori del nuovo edificio della Cassa di Risparmio, opera di Giuseppe Mengoni
- 1879 - Inaugurazione dei Giardini Margherita
- 1880 - Viene attivata la prima linea tranviaria di Bologna
- 1881 - Viene approvato il piano di ampliamento della città, che prevede l'allargamento di vie cittadine e demolizioni del tessuto urbano medievale
- 1882 - Andrea Costa viene eletto alla Camera dei deputati. È il primo parlamentare socialista
- 1885 - Esce il primo numero de il Resto del Carlino
- 1888 - Grande Esposizione Emiliana ai Giardini Margherita. Celebrazioni per gli ottocento anni della fondazione dell'Università di Bologna. Viene completata via dell'Indipendenza che collega Piazza Maggiore alla stazione ferroviaria
- 1889 - Il comune approva il nuovo piano regolatore su cui si baserà l'urbanizzazione cittadina per i successivi cinquant'anni
- 1890 - Viene celebrata la prima manifestazione per la Festa dei Lavoratori

### XX secolo

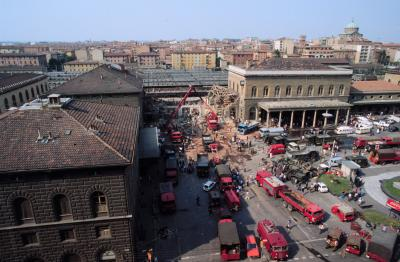
i soccorsi dopo l'attentato alla stazione del 2 agosto 1980

- 1902 - Inizia la demolizione della cerchia muraria medievale, tra le polemiche di Rubbiani e Carducci
- 1903 - Inizia l'elettrificazione della rete tranviaria di Bologna: fino a quel momento i tram erano trainati da cavalli
- 1905 - Alfonso Rubbiani dirige i lavori di restauro di Palazzo Re Enzo
- 1909 - Nella Birreria Ronzani viene fondato il Bologna Football Club
- 1911 - Inizia la costruzione del rione Cirenaica
- 1914 - I socialisti vincono le elezioni comunali e Francesco Zanardi diventa sindaco
- 1917 - Durante la guerra entra in funzione il Forno del Pane municipale, nei locali dove oggi è ospitato il MAMbo
- 1920 - Strage di Palazzo d'Accursio: Scontri tra i fascisti locali e i socialisti che festeggiano la vittoria elettorale alle comunali
- 1921 - Continuano gli attacchi fascisti in città. Gli squadristi guidati da Leandro Arpinati danno fuoco alla Camera del Lavoro
- 1922 - Le squadre fasciste occupano la città scatenandosi contro le sedi socialiste e operaie, con l'appoggio della borghesia locale
- 1926 - Anteo Zamboni tenta di assassinare con un colpo di pistola Benito Mussolini in visita a Bologna. Verrà linciato da un gruppo di fascisti al seguito del Duce
- 1927 - Viene completato lo Stadio Littoriale, inaugurato l'anno precedente
- 1929 - Una nevicata eccezionale e un forte terremoto sconvolgono la città
- 1934 - Il Re Vittorio Emanuele III è in visita a Bologna per inaugurare la Ferrovia Direttissima
- 1943 - Iniziano i bombardamenti aerei su Bologna e l'Ospedale Maggiore, già Ospedale della Vita, di Via Riva Reno rimane gravemente colpito
- 1944 - Proseguono i bombardamenti degli alleati. L'Archiginnasio assieme al centro storico subisce enormi danni. Il 7 novembre truppe partigiane e nazifasciste si affrontano nella battaglia di Porta Lame
- 1945 - Il 21 aprile, fra una folla festante, l'esercito alleato assieme alla Brigata Maiella e a Gruppi di Combattimento italiani entrano nella città liberata dopo la battaglia. Giuseppe Dozza viene nominato sindaco dal CLN
- 1946 - Trionfano socialisti e comunisti alle elezioni amministrative e della costituente. Al Referendum istituzionale la repubblica ottiene il 75,36% dei consensi
- 1952 - Giacomo Lercaro viene nominato Arcivescovo di Bologna
- 1954 - Il Cardinale Lercaro istituisce l'Ufficio nuove chiese guidato dagli architetti Glauco Gresleri e Giorgio Trebbi
- 1955 - Viene approvato il nuovo piano regolatore. La città si avvia verso il boom economico e demografico
- 1956 - Viene completato il Palazzo dello Sport voluto dal sindaco Dozza, che vince le elezioni comunali contro Giuseppe Dossetti
- 1960 - Viene proposta dall'assessore Giorgio Conato la suddivisione amministrativa in 15 Quartieri
- 1963 - Terminano i lavori di costruzione del nuovo Ospedale Maggiore. Con l'ultima corsa del tram per San Ruffillo, viene soppressa la rete tranviaria storica di Bologna
- 1965 - Guido Fanti viene eletto sindaco. A seguito di un processo di decentramento istituzionale iniziato nel 1960, si insediano i primi consigli di quartiere.
- 1967 - Viene aperta al traffico la Tangenziale di Bologna
- 1968 - L'Arcivescovo Lercaro è costretto a dimettersi. Iniziano le occupazioni studentesche all'Università e nei licei
- 1970 - Renato Zangheri viene eletto sindaco
- 1971 - Nasce presso l'Università di Bologna il primo corso di studi del DAMS
- 1975 - Viene istituita l'ATC dalla fusione delle società di trasporto pubblico municipale, provinciale e altre minori
- 1977 - In seguito a gravi scontri tra studenti, l'11 marzo viene ucciso dalle forze dell'ordine lo studente Francesco Lorusso. Il 12 marzo la polizia fa irruzione a Radio Alice e interrompe le trasmissioni. Il ministro degli interni Francesco Cossiga invia mezzi militari cingolati nella zona universitaria
- 1978 - Inizia la costruzione del Fiera District opera dell'architetto giapponese Kenzō Tange
- 1980 - Strage del 2 Agosto alla stazione centrale. Muoiono 85 persone e ne rimangono ferite più di 200
- 1982 - Il sindaco Zangheri assegna il Cassero di Porta Saragozza all'Arcigay che ne diventa la sede cittadina
- 1983 - Renzo Imbeni succede nella carica di sindaco a Zangheri, eletto deputato. Verrà riconfermato alle elezioni del 1985
- 1988 - Per le celebrazioni del nono centenario dell'Università, viene firmata a Bologna la Magna Charta Universitatum
- 1989 - Il segretario del PCI Achille Occhetto in visita al quartiere Bolognina dà inizio alla Svolta della Bolognina
- 1991 - Al Pilastro la Banda della Uno bianca uccide tre carabinieri
- 1993 - Walter Vitali viene eletto sindaco nella lista del PDS, confermato nel 1995
- 1999 - Giorgio Guazzaloca viene eletto sindaco. È il primo di centro-destra dal dopoguerra
- 2000 - Bologna viene proclamata Capitale europea della cultura

### XXI secolo

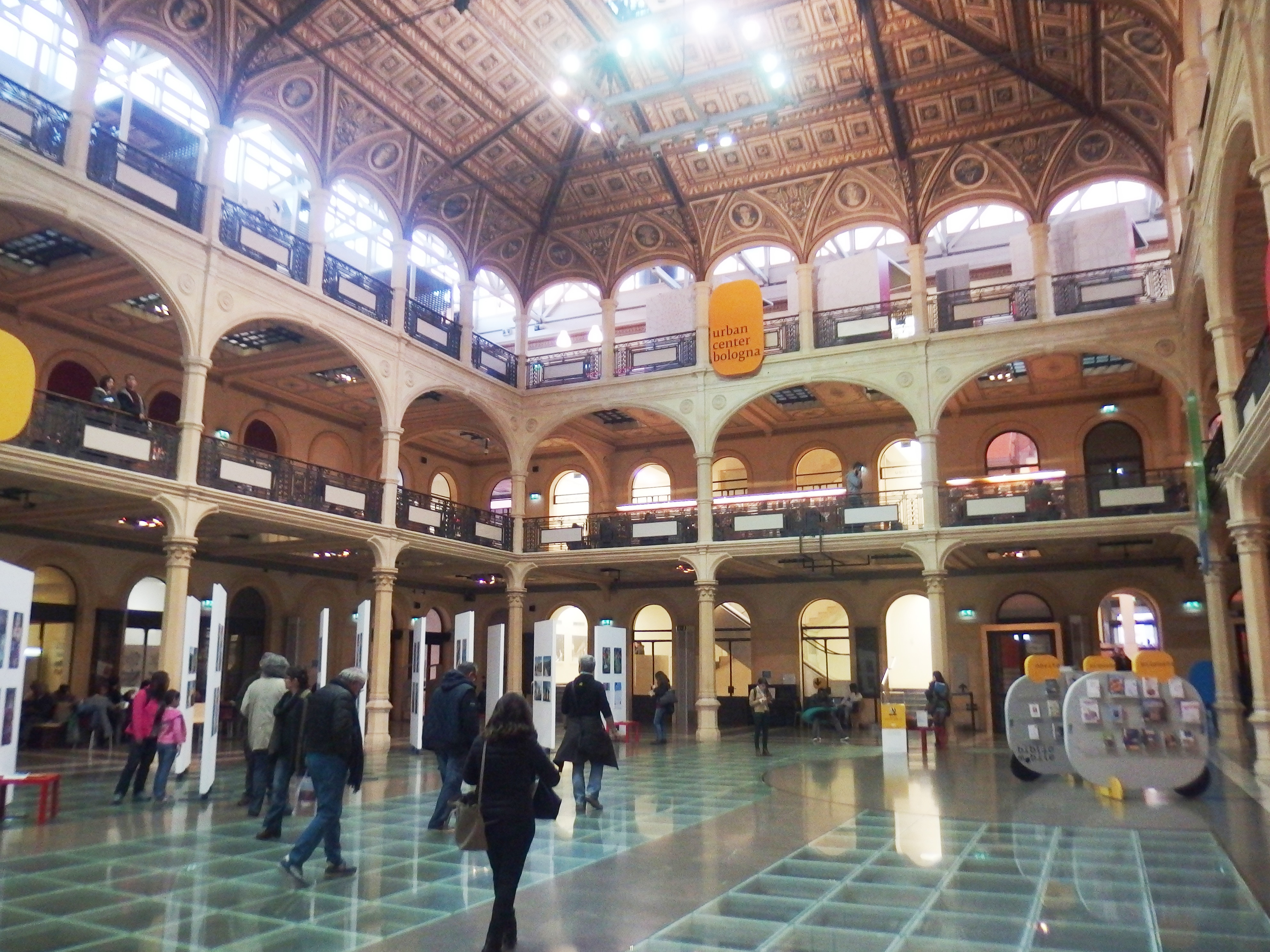
La biblioteca comunale Sala Borsa

- 2001 - Viene inaugurata la Biblioteca Sala Borsa
- 2002 - Il 19 marzo viene ucciso dalle Nuove Brigate Rosse il professore e giuslavorista Marco Biagi
- 2003 - Terminano i lavori della Manifattura delle Arti su progetto dell'architetto Aldo Rossi
- 2004 - Sergio Cofferati viene eletto sindaco, a seguito di una forte mobilitazione civica, riportando il centro-sinistra in maggioranza nel consiglio comunale
- 2007 - L'8 settembre si tiene in piazza Maggiore il V-Day, iniziativa politica organizzata da Beppe Grillo
- 2009 - Flavio Delbono viene eletto sindaco. Si dimetterà nel gennaio dell'anno successivo a seguito di indagini giudiziarie
- 2011 - Dopo un periodo di commissariamento, Virginio Merola viene eletto sindaco
- 2012 - Vengono istituiti i TDays, la pedonalizzazione delle vie del centro storico durante il fine settimana
- 2013 - Presso la stazione di Bologna Centrale viene inaugurata la stazione sotterranea riservata ai treni ad alta velocità
- 2016 - Festeggiamenti per i 900 anni del Comune di Bologna. Il sindaco Virginio Merola viene confermato per un secondo mandato
- 2017 - Inaugurazione di FICO Eataly World
- 2020 - Inaugurazione del Marconi Express, la monorotaia di collegamento tra stazione Centrale e Aeroporto Guglielmo Marconi
- 2021 - Matteo Lepore viene eletto sindaco
- 2023 - Viene posata la prima pietra della nuova rete tranviaria di Bologna